# Гвидобоно Кавалькини, Франческо
Франческо Гвидобоно Кавалькини (итал. Francesco Guidobono Cavalchini; 4 декабря 1755, Тортона, Сардинское королевство — 5 декабря 1828, Рим, Папская область) — итальянский куриальный кардинал. Губернатор Рима и Вице-камерленго Святой Римской Церкви с 30 октября 1800 по 6 апреля 1817. Камерленго Священной Коллегии кардиналов с 19 апреля 1822 по 10 марта 1823. Префект Священной Конгрегации доброго управления с 30 января 1824 по 3 марта 1828. Кардинал in pectore c 24 августа 1807 по 6 апреля 1818. Кардинал-дьякон с 6 апреля 1818, с титулярной диаконией Санта-Мария-ин-Аквиро с 25 мая 1818 по 5 декабря 1828. 